# De hel van de hemel
De hel van de hemel (Engels: Chthon) is een sciencefictionroman uit 1971 van de Amerikaanse schrijver Piers Anthony. Het boek verscheen eerder bij uitgeverij Born in eerste druk in 1969 onder de naam In de ketenen van de Chtoon. Chthon was de eerste roman van de schrijver. De roman werd genomineerd voor de Hugo Award (1968) en de Nebula Award (1967). Het kostte de schrijver zeven jaar om het aan het papier toe te vertrouwen. Het is niet alleen een sciencefictionverhaal, maar ook min of meer een psychologische roman.

## Synopsis
Het boek speelt zich af in de verre toekomst als de mensheid zich over het heelal heeft verspreid. Belangrijkste planeet is nog steeds de Aarde. De hoofdpersoon in Aton Vijf van de planeet Hvee. Het heelal wordt geplaagd door de geheimzinnige ziekte Kilte, die onverwachts toeslaat en ook onverwachts weggaat. Aton maakt deel uit van een rijke familie, waarvan de moeder is overleden. Aurelius, de vader laat Wrok (Malice) binnen. Aton moet de macht van de familie herstellen en dat kan deels door te huwen met de dochter van de buren. Echter hij maakt kennis met Malice (wrok), een sirene, in het boek aangeduid als minionette. De minionette blijft Aton tot haar roepen en Aton verlaat Coquina en gaat op zoek. Hij weet de sirene te weerstaan en komt terug op Hvee. Hij wil de draad weer oppakken, maar stelt wel als voorwaarde dat hij verlost wordt van de sireneroep. Het plan is dat te doen op een andere planeet. Daar maakt Aton opnieuw kennis met Coquina, die zich inmiddels heeft afgezonderd van haar familie en als zelfgekozen straf als slavin door het leven gaat. Ze vallen daarbij opnieuw voor elkaar, maar als ze op het punt staan te trouwen, vermoordt Aton (nog steeds onder invloed van de sirena) haar. Voor straf wordt hij naar de planeet Chthoon (Chthon) gezonden.

Deze strafplaneet is opgebouwd uit diverse lagen. De bovenste laag heeft de leiding en staat en verbinding met de buitenwereld. Vervolgens is er een tussenlaag bestaande uit de “betere” misdadigers. Zij krijgen voedsel toegeworpen als zij maar voldoende granaten leveren. Deze granaten moeten geleverd worden door de derde laag. Zij zijn overgeleverd aan de nukken van de tweede laag. Ontsnappen is “onmogelijk”; er bevindt zich tussen de lagen slechts één officiële opening. Door die beveiligde openingen gaan de granaten omhoog en het voedsel naar beneden. Er doen de verhalen de ronde dat slechts één persoon ooit uit de onderste laag is ontsnapt: Beddekant (Bedside). Deze ene persoon werd echter gek toen hij de buitenwereld weer bereikte. Nadat de middenlaag de onderste laag de duimschroeven aanzette, gaat de onderste laag onder aanvoering van Bossman op zoek naar die ene uitgang. Aton gaat met al zijn collega’s op weg, waarbij de groep allengs uitgedund wordt door monsters. Degene die het oppervlak uiteindelijk bereiken maken kennis met Beddekant. Toch gaat Aton weer op zoek naar de minionette, die afkomstig lijkt van de planeet Minion.Deze planeet staat in het zonnestelsel rondom Punt. Het blijkt dat de sirene. De lokster alleen zo mooi kan zijn, door de negatieve gedachten te adsorberen van degene die haar begeert. In wezen zijn alle sirenen hetzelfde. Hier ontdekt Aton dat zijn ware moeder Wrok is, in plaats van een liefhebbende vrouw.  Aton ontdekt daarbij dat hij ook te karaktertrekken van de sirenen heeft meegkregen, die hem weerhielden van echte liefde voor Coquina.

Aton en Coquina komen weer bij elkaar. Zij verzorgt Aton, zodat hij uiteindelijk loskomt van de lokster. Helaas wordt zij op haar beurt getroffen door de kilte. De enige manier om Coquina van de kilte te redden is Atons verblijf in Chthoon, de strafkolonie. Die heeft alleen maar misdadigers gezien en heeft dus een slecht idee van de totale mensheid. Coquina herstelt. Die strafkolonie komt echter tot de conclusie dat de mensheid niet geheel slechts is en laat Aton ontsnappen.

De kilte blijkt een ziekte, die doelbewust in het leven is geplaatst, om daartegenover gevoel te kunnen scheppen. 